# Llanes
Llanes  je popularan turistički grad u Španjolskoj autonomnoj zajednici Asturiji i nalazi se na obali Costa Verde. Ima 4.000 stanovnika i nalazi se između Gijóna und Santandera. 

## Vanjske poveznice
- Websstranica o Llanesu i okolici  Arhivirana inačica izvorne stranice od 18. siječnja 2021. (Wayback Machine) (šp.)
- Webstranica o Llanesu (šp.)